# Metilidene

La struttura del gruppo metilidene in (blu).

In chimica organica, un gruppo metilene o gruppo metilidene è la parte di una molecola formata da due atomi di idrogeno legati ad un atomo di carbonio, quest'ultimo è connesso al resto della molecola da un doppio legame. Il gruppo ha formula chimica =CH2, dove il simbolo '=' indica il legame doppio. Secondo la IUPAC, il nome sistematico è metilidene (il nome metilene si usa comunemente per il gruppo −CH2−, anche detto “ponte metilene“).
Molti composti organici sono nominati e classificati come se fossero il risultato di un gruppo metilidene sostituente fra due atomi d'idrogeno adiacenti di una molecola principale (anche se la sintesi di tali composti è diversa e quindi non sono ottenuti in questo modo). Ad esempio, nel metilenciclopropene (nome comune) o 3-metilidene cicloprop-1-ene (nome IUPAC preferito) il gruppo è prefisso al nome della molecola principale ciclopropene.
Questo gruppo dev'essere distinto dal composto detto metilene, noto comunemente col nome di carbene, la cui molecola è formata da un gruppo metilene autonomo. Il composto ha la formula chimica CH2. L'isomero singoletto del composto viene chiamato "metilidene" (nome IUPAC sistematico).
Usare il nome "gruppo metilene" per indicare il sostituente -CH2-, che ha stessa composizione del gruppo metilidene ma viene connesso con legami singoli a due atomi distinti della molecola restante, genera confusione. Questa unità dev'essere chiamata "ponte metilene" (nome comune) o "metandiile" (nome IUPAC preferito) per distinguerlo dal gruppo metilene con doppio legame. Tale distinzione è spesso importante, visto che in chimica i legami doppi sono differenti dai legami singoli.

## Metilene attivato

Acidità del Dietil malonato, un composto 1,3-dicarbonile

Il carbonio centrale di questo composto 1,3-dicarbonile viene detto gruppo metilene attivato. Questo è dovuto alla particolare struttura, che rende il carbonio acido e può essere facilmente deprotonato per formare un gruppo metilidene.

## Esempi
Alcuni esempi di composti con il metilidene sono:

Molecola di propene dove in blu abbiamo il metilidene.
3-Metilidene cicloprop-1-ene derivato dal ciclopropene con un sostituente metilidene.
Metil 3-metilidene-4-ossopentanoato, estere dell'ossopentanoato, dove il metilidene sta sul carbonio 3.